# El Cairo Histórico
El Cairo histórico se ubica en el centro de El Cairo y se caracteriza por sus mezquitas y otros monumentos islámicos de importancia histórica. El Cairo histórico fue fundado en el año 969 como el recinto real de los califas fatimíes, mientras que la capital económica y administrativa real fue la cercana Fustat. Esta última ciudad había sido fundada por el comandante militar árabe Amr ibn al-As tras la conquista de Egipto en 641 y la captura de la capital, en aquel momento Alejandría. 

## Antecedentes
Al-Askar, localizada en el actual Cairo antiguo, fue la capital de Egipto entre 750 y 868. Ahmad ibn Tulun fundó Al-Qatta'i como la nueva capital de Egipto, estatus que mantuvo hasta 905, cuando Fustat se convirtió nuevamente en la capital. Tras la destrucción de Fustat en 1168-1169 para evitar su captura por parte de los cruzados, la capital administrativa de Egipto se trasladó a El Cairo, donde ha permanecido desde entonces. Le tomó cuatro años al general Ŷawhar al-Siqilli (el Siciliano) construir El Cairo, con el objetivo de que el califa fatimí Al Muizz abandonara su antigua capital Mahdía en Túnez y se asentara en la nueva capital de los fatimíes en Egipto.
Después de Menfis, Heliópolis, Guiza y la fortaleza bizantina de Babilonia, Fustat fue una nueva ciudad construida como guarnición militar para las tropas árabes. Era el centro más cercano de la península arábiga que era accesible al río Nilo. Fustat se convirtió en centro regional del Islam durante el período Omeya. Fue allí donde el califa omeya Marwan II estableció su última resistencia contra los abásidas.

## Fundación

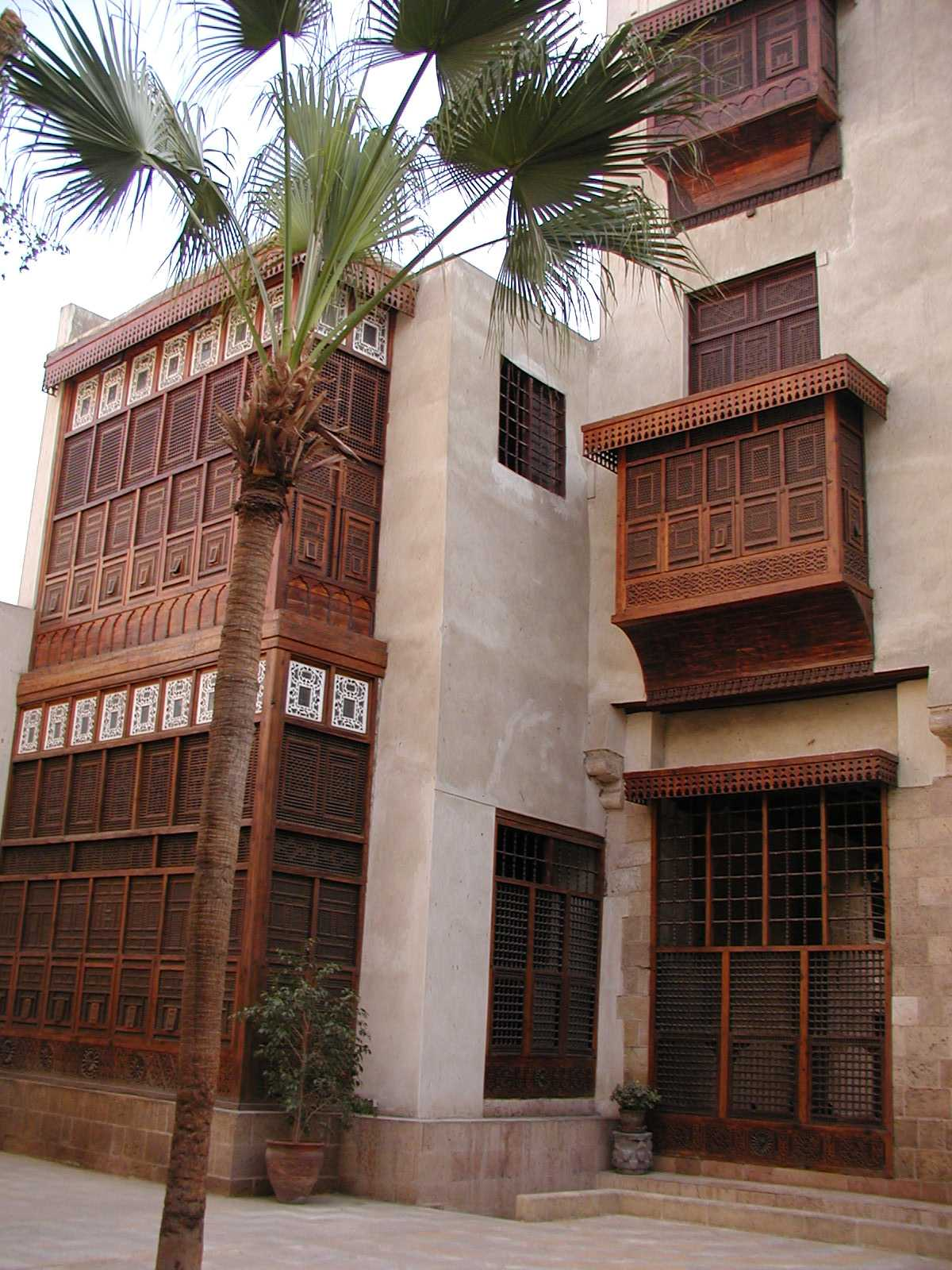
Una casa típica en El Cairo histórico.

En 969, era fatimí, fue fundada oficialmente Al-Qāhira (El Cairo), como capital imperial justo al norte de Fustat. Durante siglos, El Cairo creció hasta el punto de absorber otras ciudades próximas, tales como Fustat, pero el 969 es considerado el "año fundacional" de la ciudad moderna. El Cairo se convirtió pronto en un centro de aprendizaje, con una biblioteca que contenía dos millones de libros.
En 1250, los soldados esclavos o mamelucos tomaron Egipto y establecieron su capital en El Cairo hasta 1517, cuando fueron derrotados por los otomanos. En el siglo XVI, El Cairo tenía edificios de apartamentos donde los dos pisos más bajos servían para usos comerciales y de almacenamiento y las múltiples estancias situadas sobre ellos eran alquiladas a inquilinos.
Actualmente, El Cairo histórico incluye la mezquita de Ibn Tulun (la más antigua y grande de El Cairo), la Universidad de Al-Azhar, la universidad más antigua del mundo,  y la mezquita de Al-Hakim, entre otras mezquitas y edificios históricos.

## Amenazas
Buena parte de El Cairo histórico corre peligro por el abandono y la decadencia, siendo en la actualidad una de las zonas más pobres y sobrepobladas de la capital egipcia. Además, como informa Al-Ahram Weekly, los robos en los monumentos islámicos al interior de Darb Al-Ahmar amenazan su preservación a largo plazo.

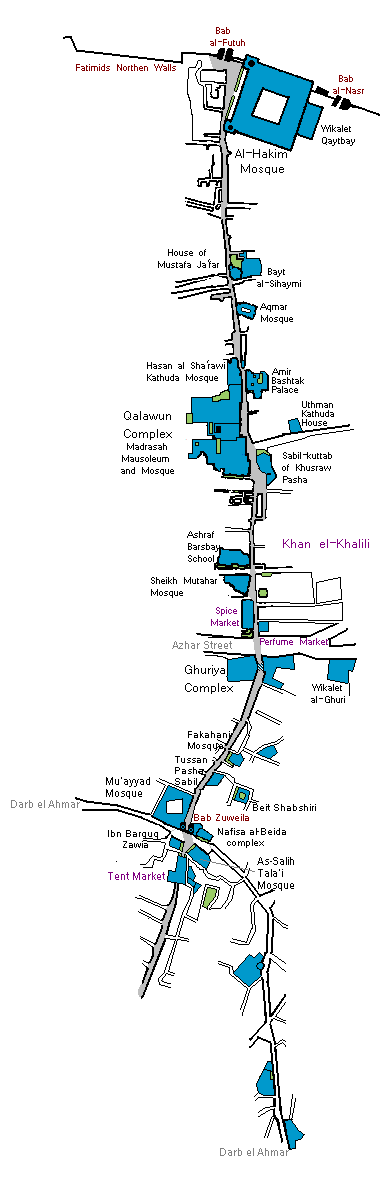
Mapa de la calle Al-Muizz en El Cairo Histórico.

## Patrimonio de la Humanidad
La Unesco en su III sesión en 1979 nombró Patrimonio de la Humanidad 524 hectáreas de El Cairo histórico en torno a cinco localizaciones.
| Código | Nombre                                                                                   | Extensión  |
| ------ | ---------------------------------------------------------------------------------------- | ---------- |
| 89-001 | Al-Fustat                                                                                | 54,49 ha.  |
| 89-002 | Mezquita de Ahmed Ibn Tulun, zona de la ciudadela, núcleo fatimí de El Cairo, necrópolis | 312,43 ha. |
| 89-003 | Necrópolis de Al-Imam ash-Shaf'i                                                         | 12,79 ha.  |
| 89-004 | Necrópolis de As-Sayyidah Nafisah                                                        | 83,8 ha.   |
| 89-005 | Necrópolis Qayitbay                                                                      | 60,15 ha.  |